# Cyclocephala macrophylla
Cyclocephala macrophylla är en skalbaggsart som beskrevs av Wilhelm Ferdinand Erichson 1847. Cyclocephala macrophylla ingår i släktet Cyclocephala och familjen Dynastidae. Inga underarter finns listade i Catalogue of Life.